# Bibliothèque nationale de médecine allemande
La Bibliothèque nationale de médecine allemande, Deutsche Zentralbibliothek für Medizin, ZB MED, ZB MED – Informationszentrum Lebenswissenschaften, est la bibliothèque nationale de l'Allemagne, consacrée à la médecine, la santé, l'alimentation, l'agriculture et l'environnement.
Elle est située dans les villes de Cologne (médecine et santé, ZB MED Medizin. Gesundheit, Köln) et de Bonn (alimentation, environnement et agriculture, ZB MED Ernährung. Umwelt. Agrar, Bonn).
Elle naît en 1973 de la fusion de plusieurs fonds. Avec 1,6 million d'ouvrages disponibles, il s'agit de la plus grande bibliothèque de médecine d'Europe, et la plus grande bibliothèque du monde dédiée aux sciences de la vie avec plus de 47 000 magazines consultables.